# 지하철

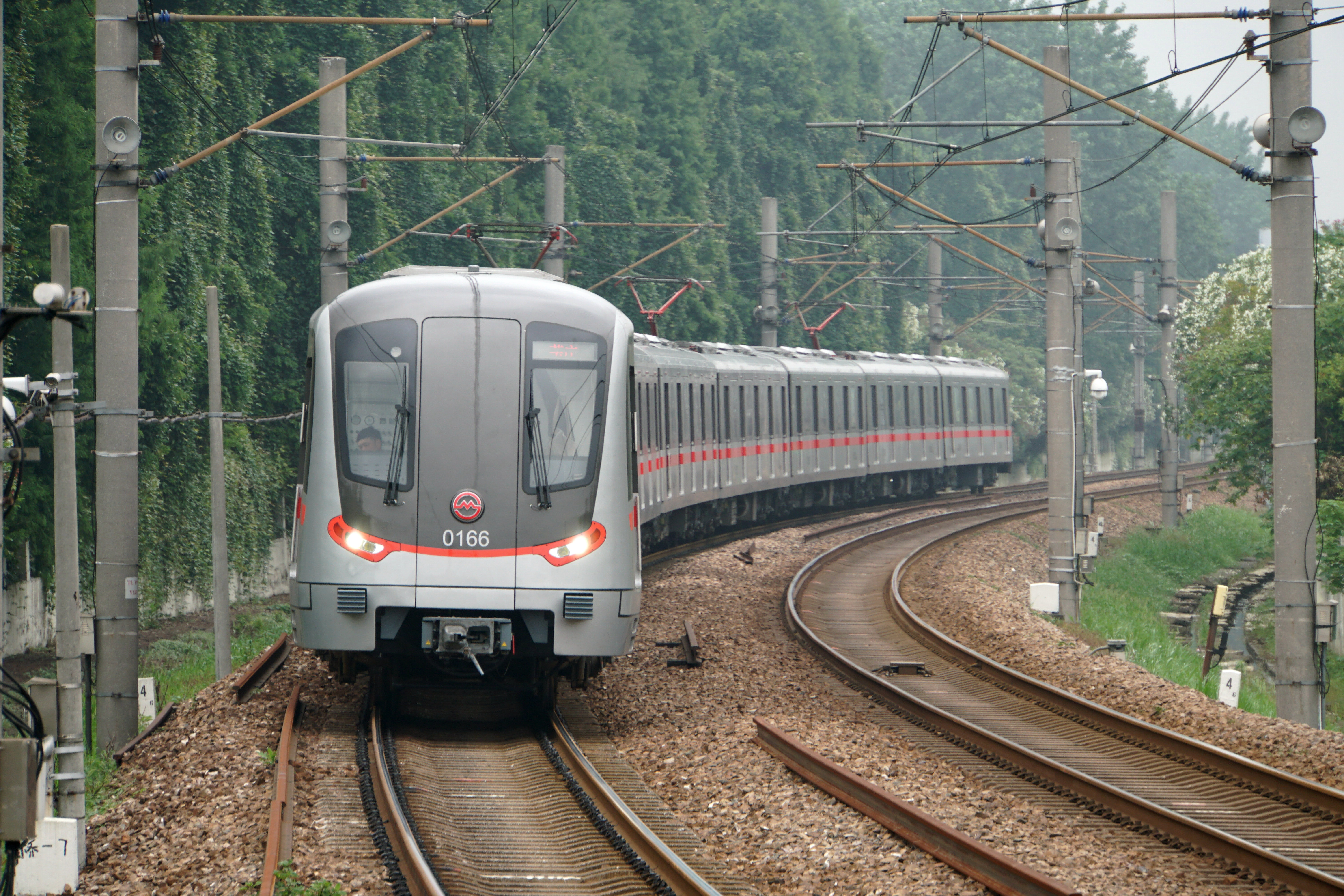
상하이 지하철은 세계에서 가장 큰 지하철이다.

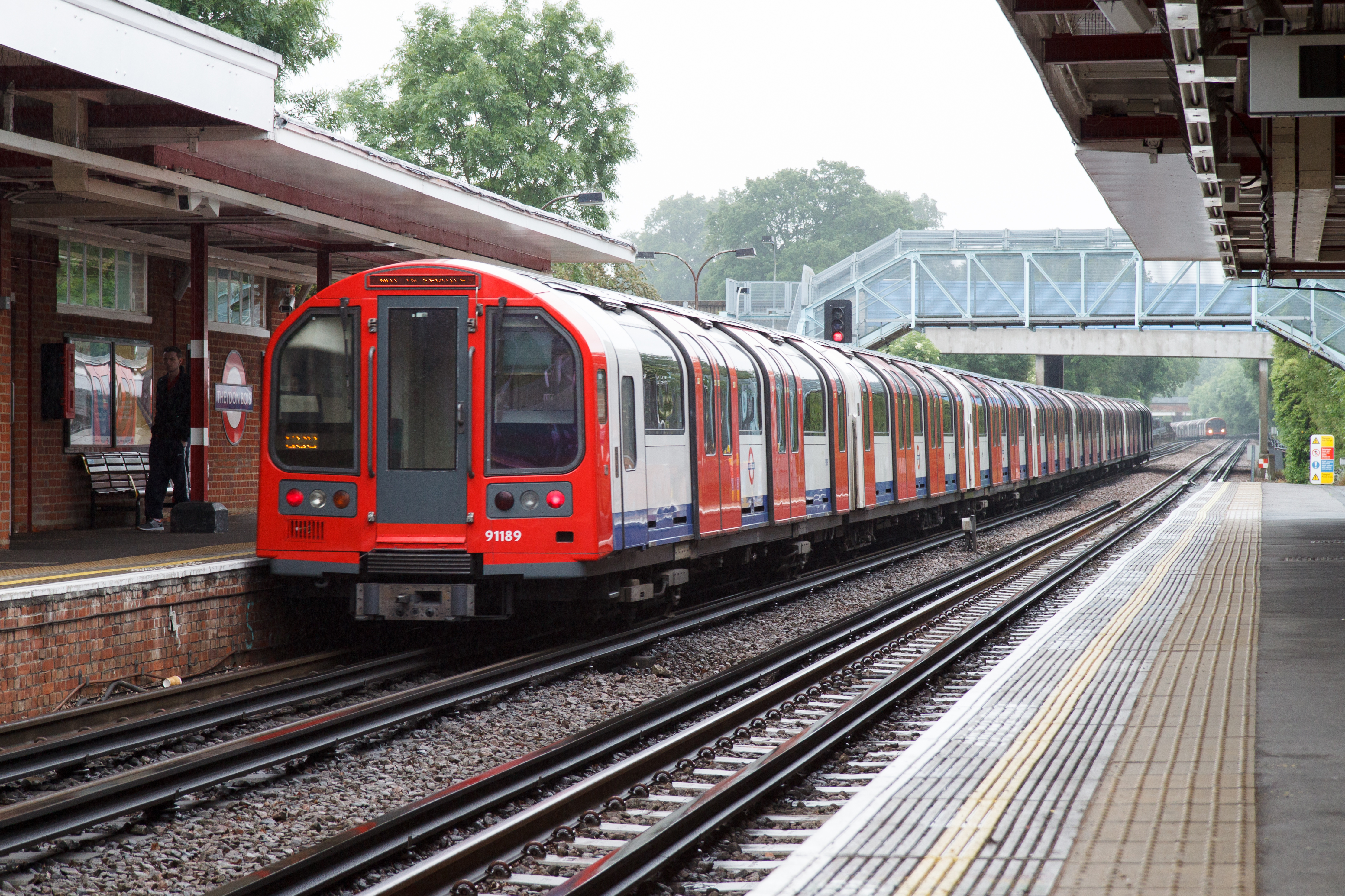
런던 지하철은 세계에서 가장 오래된 지하철이다.

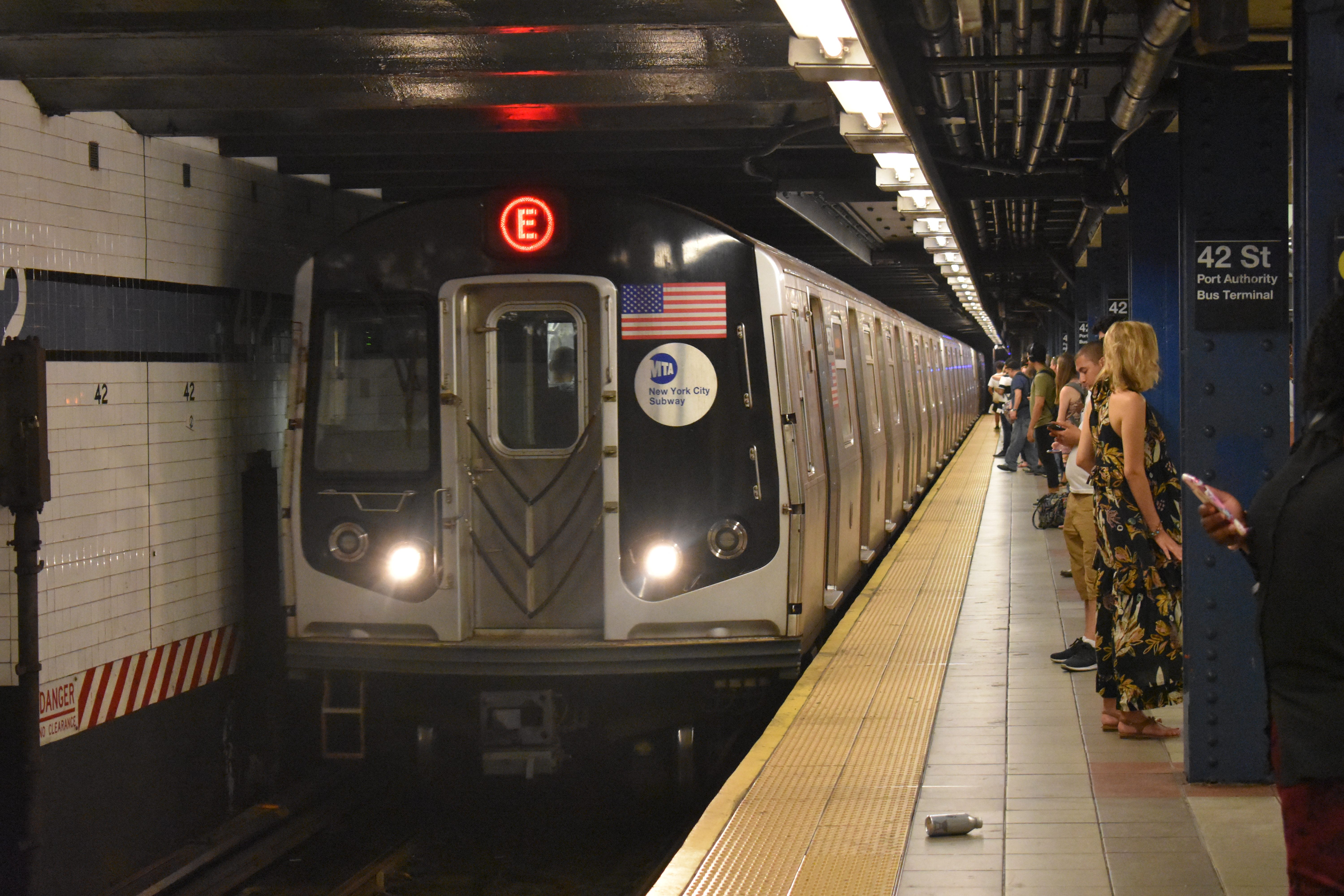
뉴욕 지하철은 세계에서 가장 큰 지하철이다.

녹색으로 표시된 국가들은 적어도 하나의 운영 지하철 시스템을 가지고 있다. 노란색으로 표시된 국가들은 적어도 하나의 지하철 시스템을 건설 중이다.

지하철(地下鐵, 영어: metro, underground, subway, tube) 또는 지하철도(地下鐵道)는 외각 지역에서는 지상 노선도 있으나, 도심지에서는 노선이 주로 지하에 있는 도시 철도이다. 지하철은 일반적으로 도시 지역에 건설되는 고용량 대중교통의 한 유형이다. 버스나 트램과 달리 고속 교통 시스템은 보행자나 다른 차량이 접근할 수 없는 독점적인 통행 우선권으로 운행되는 철도(보통 전기)이다. 터널이나 고가 철도에서는 등급별로 구분되는 경우가 많다.
고속 운송 시스템에 대한 최신 서비스는 일반적으로 철도 선로에서 전기 다중 장치를 사용하여 역 간 지정된 노선에서 제공된다. 일부 시스템은 유도 고무 타이어, 자기 부상(자기 부상) 또는 모노레일을 사용한다. 역에는 일반적으로 열차 내부에 계단이 없는 높은 플랫폼이 있으므로 열차와 플랫폼 사이의 간격을 최소화하기 위해 맞춤형 열차가 필요하다. 일반적으로 다른 대중교통과 통합되어 있으며 동일한 대중교통 당국에서 운영하는 경우가 많다. 일부 고속 대중교통 시스템에는 고속 대중교통 노선과 도로 사이 또는 두 개의 고속 대중교통 노선 사이에 평면 교차점이 있다.
세계 최초의 고속 교통 시스템은 1863년 증기 기관차를 사용하여 개통되었으며 현재 런던 지하철의 일부를 형성하고 있는 부분적으로 지하화된 메트로폴리탄 철도였다. 1868년 뉴욕은 처음에는 고정식 증기 기관을 사용하여 케이블을 운반하는 노선인 고가 웨스트 사이드 및 용커스 특허 철도를 개통했다.
2021년 기준 중국은 세계에서 가장 많은 고속철도 시스템(40개, 4,500km(2,800마일)이 넘는 선로를 운행)을 보유하고 있으며 2010년대 세계 고속철도 확장의 대부분을 담당했다. 노선 길이 기준으로 세계에서 가장 긴 단일 운영자 고속 교통 시스템은 상하이 지하철이다. 역 수(총 472개 역) 기준으로 세계 최대의 단일 고속 대중교통 서비스 제공업체는 뉴욕시 지하철이다. 연간 승객 수 기준으로 세계에서 가장 바쁜 고속철도 시스템은 상하이 지하철, 도쿄 지하철 시스템, 서울 지하철 및 모스크바 지하철이다.

## 역사
지하철도가 최초로 생긴 국가는 영국으로, 수도 런던에 1863년부터 지하에서 증기 기관차가 달리게 되었다. 이어서 터키의 이스탄불 메트로가 1875년에, 헝가리의 부다페스트 지하철이 1896년에 개통되었다. 서울 지하철은 1974년 8월 15일에 종로선이 개통하였다.

### 한국
한국어를 사용한 한반도 최초의 지하철은 조선민주주의인민공화국의 평양 지하철도이다. 대한민국에서는 1974년 서울에 첫 지하철이 개통한 이래 도시 철도와 지하철이 동의어로 굳혀졌는데, 이는 4호선이 건설될 때까지의 서울 지하철은 실제로 거의 대부분이 지하 구간이었기 때문이다. 수도권 전철 1호선이 지하 구간 이외에 훨씬 긴 지상 구간까지 포함하게 된 이후에도 전 구간을 지하철로 일컫게 되었다. 그러나 지상 구간이 주를 이루는 광역철도가 2000년대 들어 빠르게 구간을 확장하면서 이러한 의미는 퇴색되어갔고, 이를 운영하는 기업체들도 사업 확장이나 이미지 쇄신 등의 목적으로 사명에 지하철을 대체하는 좀 더 명확하고 포괄적인 용어가 포함된 사명으로 설립하거나 변경하기 시작했다. 대표적인 예로, 1994년에 설립된 서울특별시 도시철도공사가 기존의 지하철이라는 명칭 대신 도시철도라는 용어를 사명에 도입한 첫 번째 사례이다. 2005년 서울지하철공사가 서울메트로로, 2008년 대구지하철공사가 대구도시철도공사로 변경한 사례도 있다. 이 외에도, 전국에서 수도권에 이어 가장 많은 지상구간을 보유한 부산 지하철을 운영하는 부산교통공사 역시 안내할 때 부산 지하철이라는 표현 대신 부산 도시철도라는 표현을 주로 사용하고 있다. 인천광역시 지하철공사도 인천교통공사로 바뀜에 따라 모든 도시철도 운영 기관의 사명에서 지하철이라는 단어는 소멸해 버리고 메트로나 도시철도로 쓰이게 되었다. 그 외에도 광주광역시 도시철도공사와 대전광역시 도시철도공사는 공사 창립과 동시에 도시 철도라는 단어를 사명에 사용한다.

## 안전성
지하철도의 안전성은, 여러 요인이 없이 일반적으로 확인하면 거의 안전하다고 볼 수 있다. 탈선, 정전, 터널 붕괴, 충돌 등 여러 재난에 대비해 지하철은 방재 시스템을 잘 갖추고 있다. 최근에는 선로에 추락하여 열차와 충돌하는 참사를 막기 위해 스크린도어를 모든 역에 설치하였다. 이중 철로를 이용하므로 정면 충돌은 극히 드문 편이며 운행 속도를 낮춤으로써 후방 충돌과 탈선의 위험을 낮춘다. 불시에 발생할 수 있는 화재에 대비해 비상용 전화, 소화기, 소화전, 방독면 등을 구비해 놓고 있으며 지하철 역사 곳곳에 피난을 위한 장소가 마련되어 있다. 하지만 관리가 거의 잘 되고 있지 않다.

## 구조

### 노선
일반적으로 지하철 노선은 터널 구조물이 구간의 거의 대부분을 차지하는 지하철에서 유지 보수 작업에 많은 시간이 걸린다. 따라서 그것을 조금이라도 줄이기 위해 유지 시간이 적은 직결 궤도와 슬랩 궤도 노선을 채택하고 있는 경우가 많다.
- 순환선 (예: 글래스고, 인천 월미바다열차)
- 방사 순환선 (예: 베이징, 다카, 런던, 마드리드, 모스크바, 서울, 상하이, 도쿄, 나고야)
- 할선 (아테네, 부쿠레슈티, 부다페스트, 하이데라바드, 대구, 마닐라 경전철,지하철 등)
- 복합 격자 노선 (예: 베를린, 델리, 뉴욕, 선전, 오사카, 파리, 타이페이, 부산)
- X 노선 (예: 암스테르담, 브라질리아, 브뤼셀, 오슬로, 포르투, 리우데자네이루, 샌프란시스코, 스톡홀름, 요코하마)
- 직경 노선 (예: 알제, 헬싱키, 리마, 뭄바이, 예카테린부르크, 광주, 대전)
- 기포 노선 (에: 카이로, 릴, 밀라노, 뉘른베르크, 로테르담, 소피아 (일부), 타인 위어, 마르세유)
- 크로스 선 (예: 애틀랜타, 벵갈루루, 이스파한, 가오슝, 교토, 민스크, 필라델피아, 로마, 삿포로, 센다이, 바르샤바, 평양, 인천 (1, 2호선))

## 나라별 지하철
길이와 역 개수로서 세계에서 최대 규모의 도시 철도 시스템은 수도권 전철이다. 인구 밀도가 크며, 이용자 수가 압도적으로 많은 지하철 시스템은 도쿄 지하철, 파리 지하철, 뉴욕 지하철, 베이징 지하철, 상하이 지하철, 런던 지하철이므로, 인구 밀도가 적은 중소 도시 지역은 부산 도시철도, 대구 도시철도, 오사카 메트로, 나고야 시영 지하철, 큐슈 여객철도(이하 JR큐슈)의 지쿠히 선과 상호 직결 운행하는 후쿠오카 시 지하철이다.

### 대한민국

#### 대한민국의 지하철 운영처
- 한국철도공사 - 대한민국
- 서울교통공사 - 서울특별시
- 부산교통공사 - 부산광역시
- 대구교통공사 - 대구광역시
- 인천교통공사 - 인천광역시
- 광주교통공사 - 광주광역시
- 대전교통공사 - 대전광역시
- 네오트랜스 대한민국

## 사진

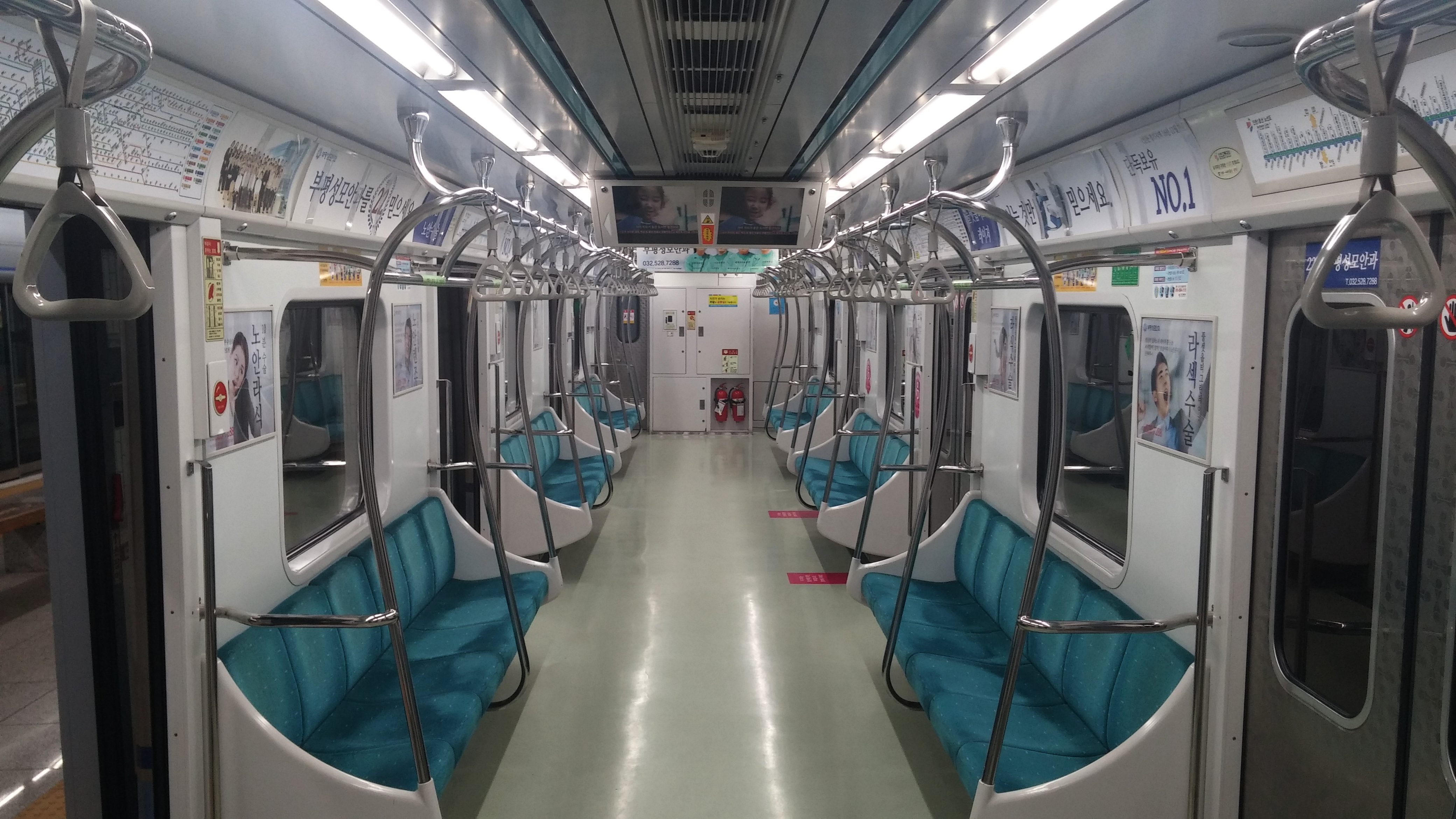
1127호 차량 실내 1
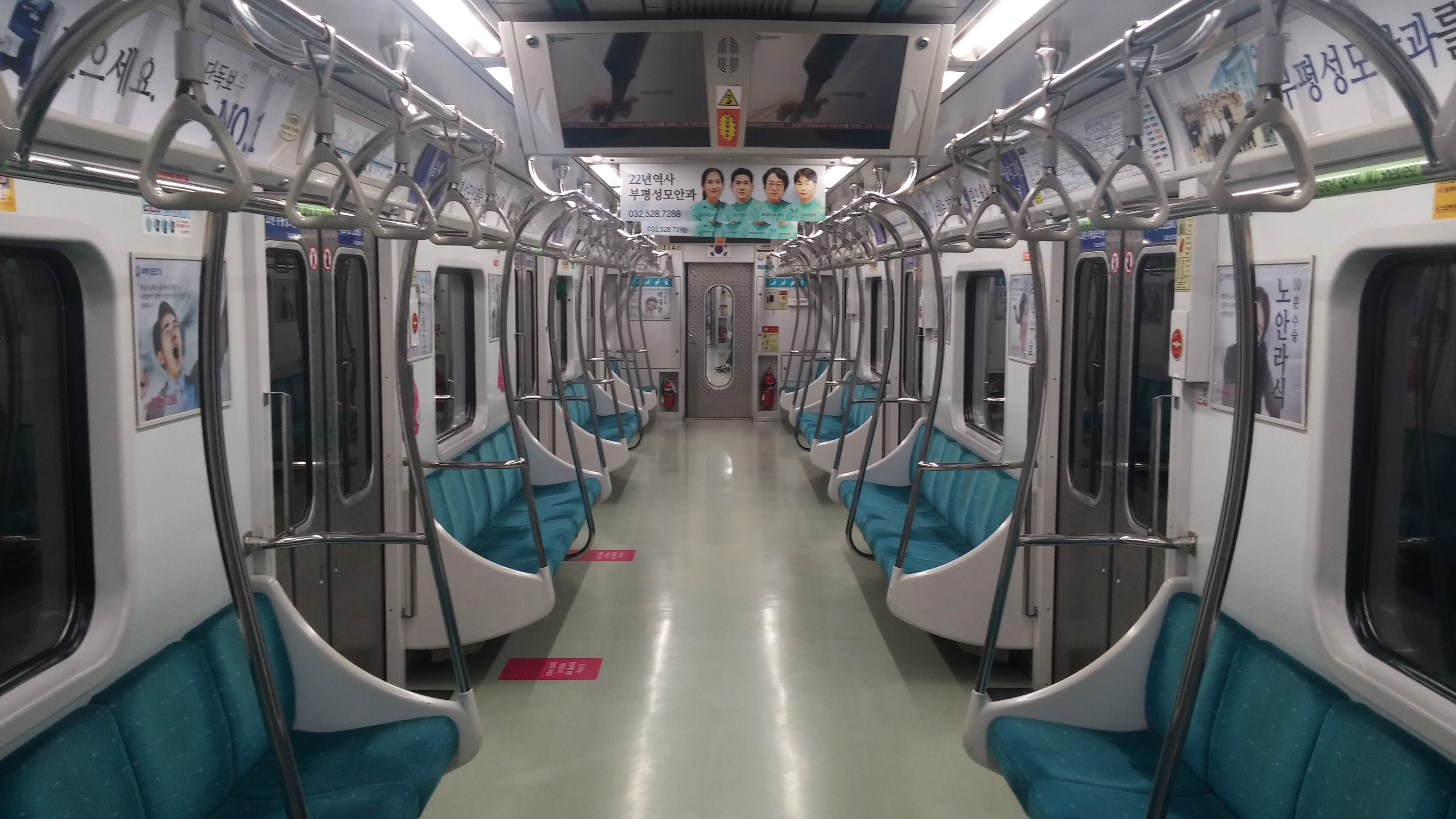
1127호 차량 실내 2
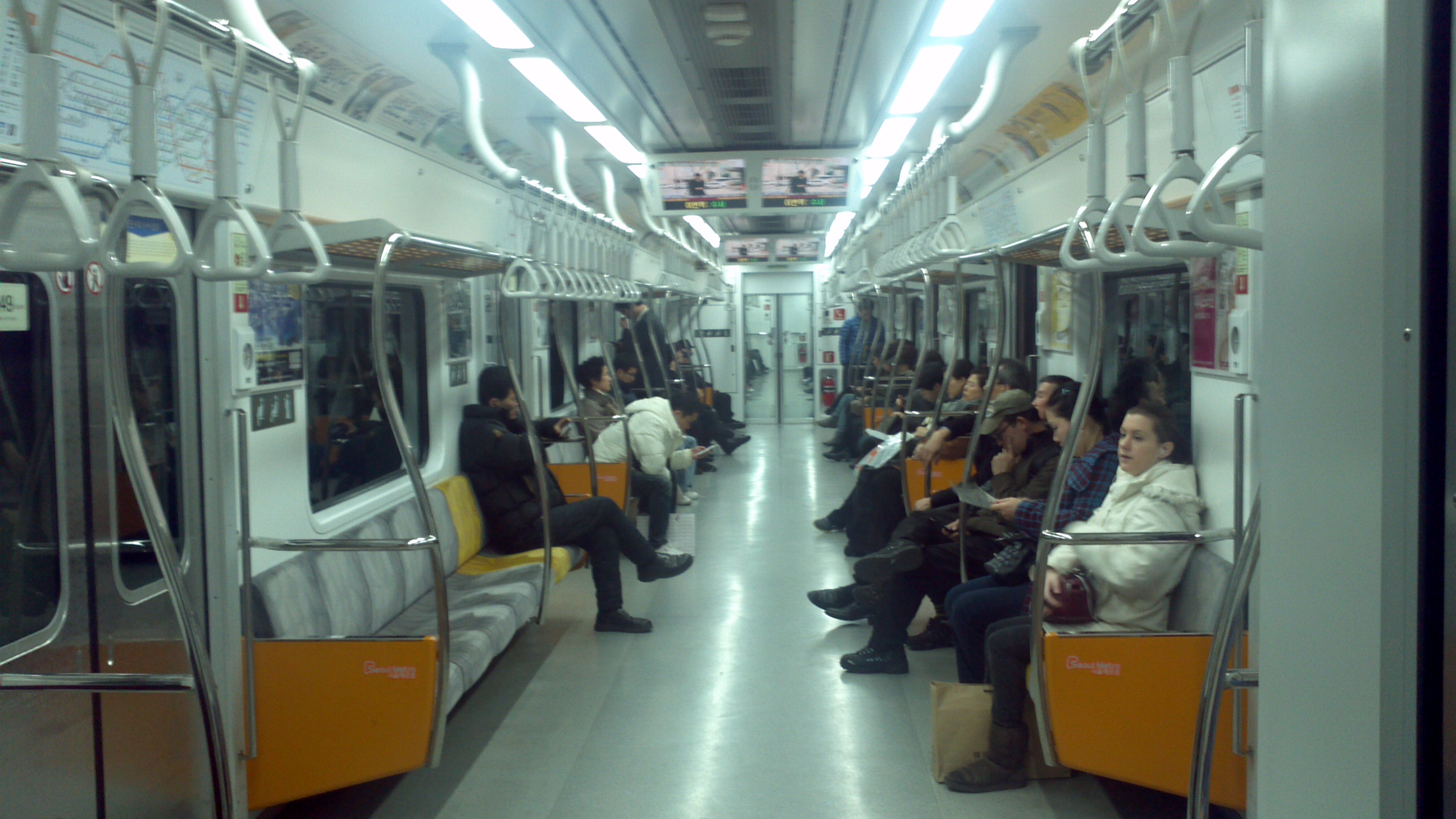
349편성 차량 실내 1
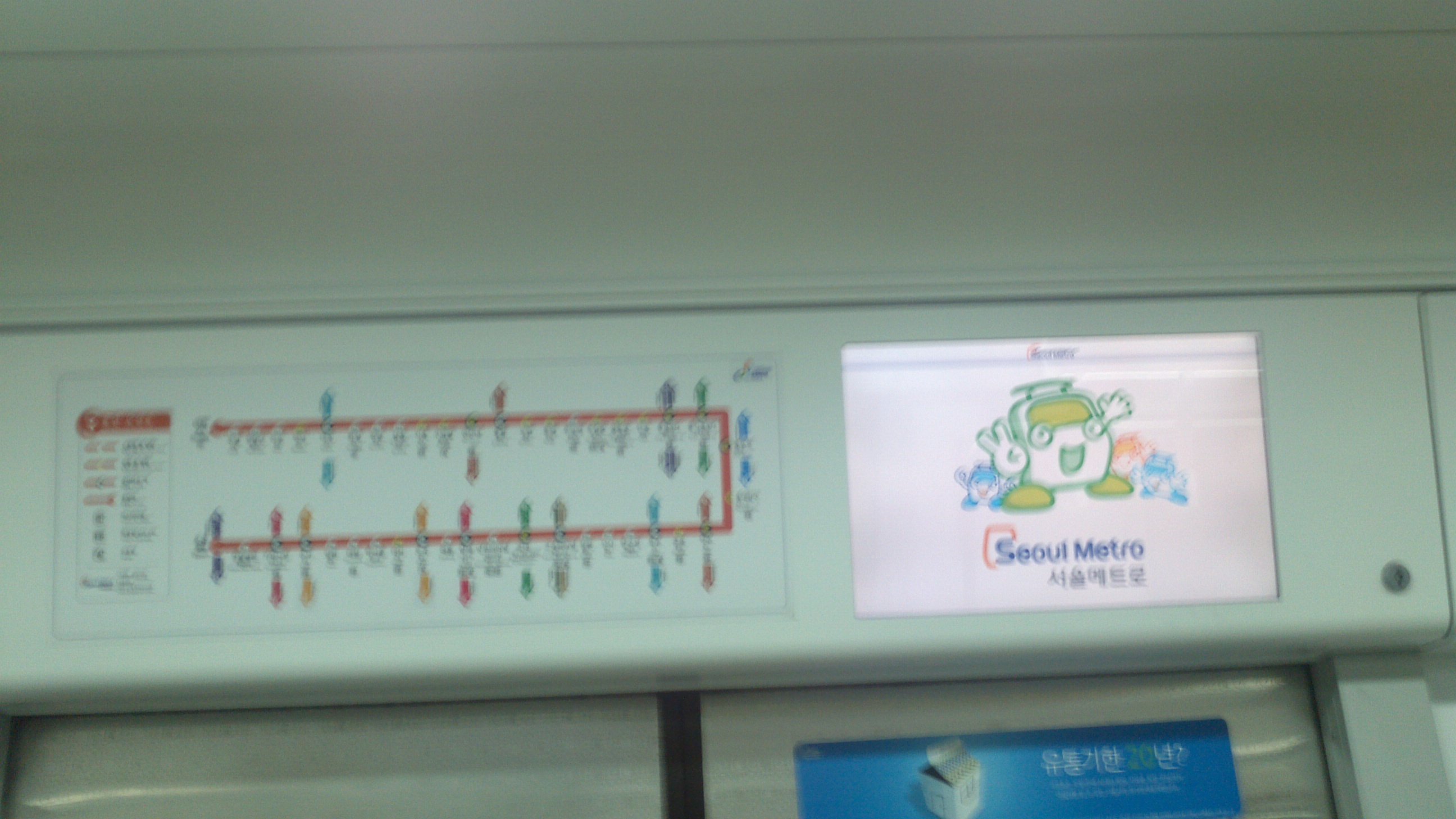
349편성 차량 실내 2

## 같이 보기
- 지하철 목록
- 간선급행버스체계
- 메가프로젝트
- 개인 고속 수송 시스템
- U반